# قایه‌باشی
قایه‌باشی (به لاتین: Qayabaşı) یک منطقه مسکونی در جمهوری آذربایجان است که در شهرستان شکی واقع شده‌است. قایه‌باشی ۱۲۰۸ نفر جمعیت دارد.